# Notochoerus
Notochoerus — вимерлий рід дуже великих свиней з підродини Tetraconodontinae. Скам'янілості були знайдені в Африці, зокрема в Уганді та Ефіопії.

## Опис
Notochoerus були одними з найбільших свиней, дорослі особини важили до 450 кг.